# Groma (Unternehmen)

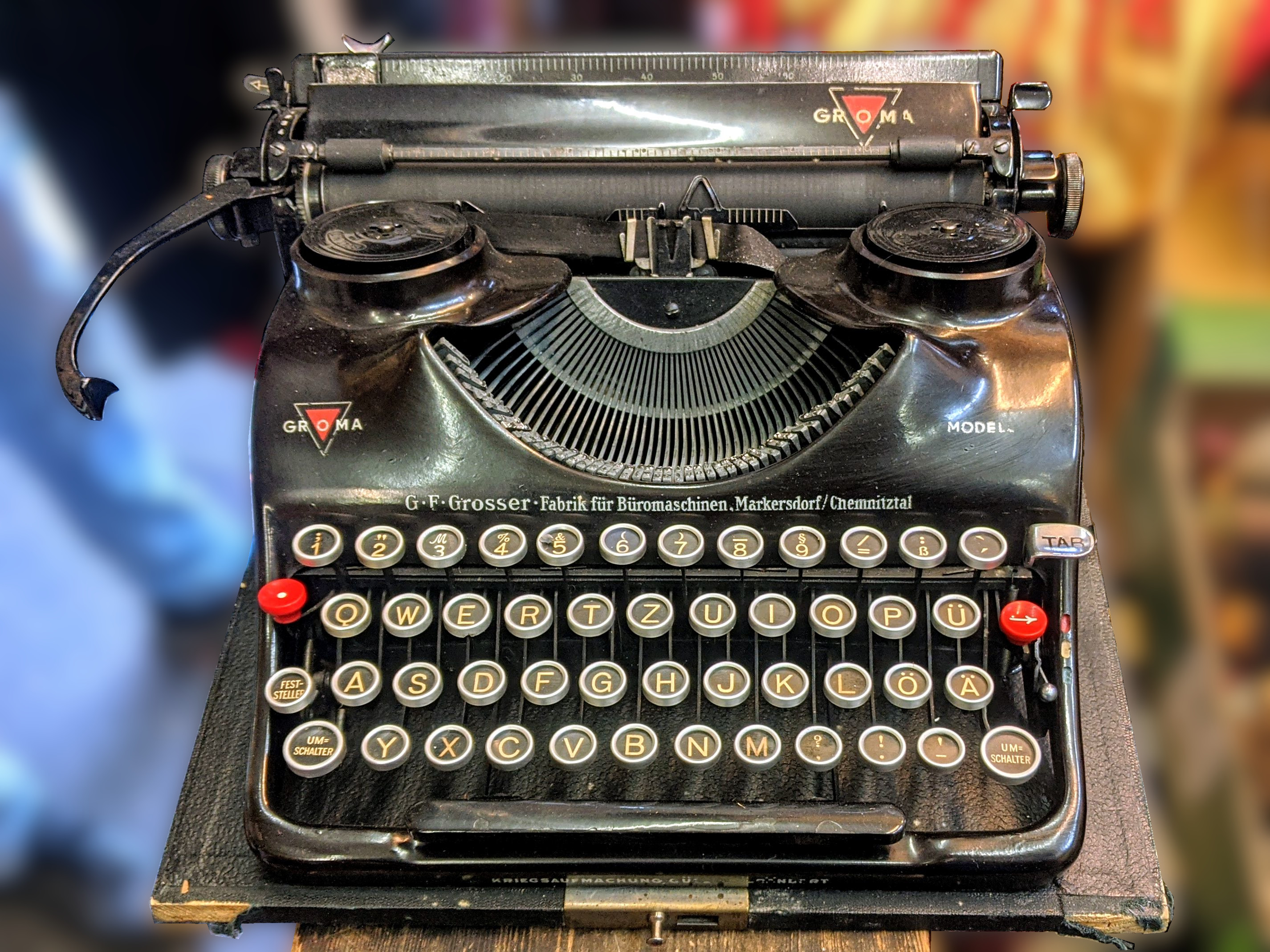
Groma Modell T von 1941

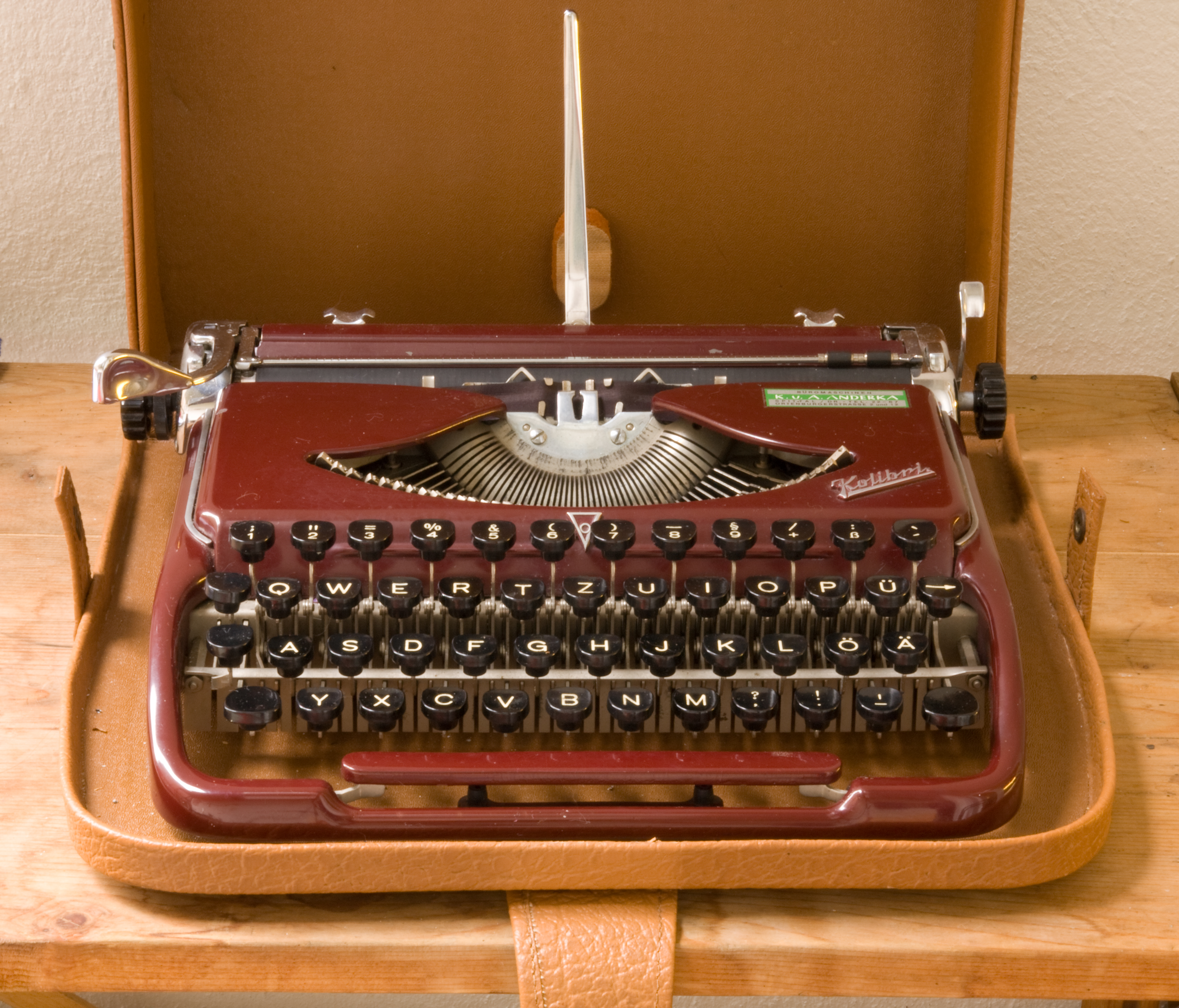
Kolibri-Reiseschreibmaschine, 1950er Jahre

GroMa (für Grosser-Markersdorf) war ein Maschinenbauunternehmen in Markersdorf im Chemnitztal (heute ein Ortsteil von Claußnitz). Bekannt war es auch als Hersteller für Schreibmaschinen. 
Gegründet 1872 als Strickmaschinenfabrik Bach & Grosser, wurde die Firma nach Bachs Ausscheiden ab 1878 von Gustav Friedrich Großer allein weitergeführt. Anfangs produzierte die Firma vor allem Strick- und Spulmaschinen sowie Zubehör für die seinerzeit florierende sächsische Textilindustrie, verkaufte seine Produkte aber zunehmend auch ins Ausland. Im Ersten Weltkrieg wurden zeitweilig auch Drehbänke und Granathülsen gefertigt. 
1924 begann man schließlich mit dem Bau eigener Schreibmaschinen, für die man eigens einen Konstrukteur der Chemnitzer Wanderer-Werke gewinnen konnte. Anders als bei anderen Herstellern bestanden die GROMA-Standardschreibmaschinen ganz aus Stahl und waren daher besonders robust. Als Alternative kam 1938 eine Kleinschreibmaschine ins Programm, die wiederum aus Leichtmetall und mit Kunststoffgehäuse gearbeitet war. 
Nach dem Zweiten Weltkrieg wurde das Werk durch die sowjetische Besatzungsmacht zunächst vollständig demontiert und bald darauf verstaatlicht. Als VEB GROMA Büromaschinen Markersdorf/Chemnitztal produzierte man fortan keine Textilmaschinen mehr, sondern nur noch Schreibmaschinen, darunter eine bereits vor dem Krieg entwickelte „Taschenschreibmaschine“, die nun unter dem Namen Gromina auf den Markt kam und später von der Kolibri abgelöst wurde. Anders als vor dem Krieg waren die Modelle nunmehr mit farbigen Spritzgussgehäusen versehen und gingen zu fast 100 Prozent in den Export. 
Als in den 1960er Jahren der Absatz für mechanische Schreibmaschinen zurückging, wurde der Markersdorfer Betrieb dem VEB Buchungsmaschinenwerk Karl-Marx-Stadt (vormals Astrawerke AG) angegliedert und fertigte nun vorwiegend Komponenten für Büromaschinen. Außerdem wurden in Markersdorf noch bis 1990 elektromechanische Schreibmaschinen produziert, zunächst bis 1985 als Lizenzproduktion für die italienische Firma Olivetti und anschließend unter der DDR-Marke Erika. Auch diese gingen zum größten Teil in den Export und wurden im Westen von Versandhäusern wie Neckermann und Quelle vertrieben.
Nach der Wiedervereinigung musste der Betrieb wegen wegbrechender Absatzmärkte Insolvenz anmelden und wurde bis 1992 liquidiert. Bis 2013 wurden die Fabrikgebäude vollständig abgerissen. An ihrer Stelle wurde 2014 ein Gedenkstein für den Gründer aufgestellt, außerdem existiert am Ort noch eine frühere Werkssiedlung, heute als Chemnitztalsiedlung oder „Kolonie Markersdorf“ bezeichnet.